# Lijst van voetbalinterlands Italië - Oostenrijk
Deze lijst van voetbalinterlands is een overzicht van alle officiële voetbalwedstrijden tussen de nationale teams van Italië en Oostenrijk. De buurlanden speelden tot op heden 37 keer tegen elkaar. De eerste ontmoeting, een vriendschappelijke wedstrijd, werd gespeeld in Genua op 22 december 1912. Het laatste duel, eveneens een vriendschappelijke wedstrijd, vond plaats op 20 november 2022 in Wenen.

## Wedstrijden
| №  | Plaats       | Datum            | Competitie           | Wedstrijd           | Uitslag |
| -- | ------------ | ---------------- | -------------------- | ------------------- | ------- |
| 1  | Genua        | 22 december 1912 | Vriendschappelijk    | Italië – Oostenrijk | 1 – 3   |
| 2  | Wenen        | 5 juni 1913      | Vriendschappelijk    | Oostenrijk – Italië | 2 – 0   |
| 3  | Milaan       | 11 januari 1914  | Vriendschappelijk    | Italië – Oostenrijk | 0 – 0   |
| 4  | Milaan       | 15 januari 1922  | Vriendschappelijk    | Italië – Oostenrijk | 3 – 3   |
| 5  | Wenen        | 15 april 1923    | Vriendschappelijk    | Oostenrijk – Italië | 0 – 0   |
| 6  | Genua        | 20 januari 1924  | Vriendschappelijk    | Italië – Oostenrijk | 0 – 4   |
| 7  | Bologna      | 6 november 1927  | Vriendschappelijk    | Italië – Oostenrijk | 0 – 1   |
| 8  | Rome         | 11 november 1928 | Vriendschappelijk    | Italië – Oostenrijk | 2 – 2   |
| 9  | Wenen        | 7 april 1929     | Vriendschappelijk    | Oostenrijk – Italië | 3 – 0   |
| 10 | Milaan       | 22 februari 1931 | Vriendschappelijk    | Italië – Oostenrijk | 2 – 1   |
| 11 | Wenen        | 20 maart 1932    | Vriendschappelijk    | Oostenrijk – Italië | 2 – 1   |
| 12 | Turijn       | 11 februari 1934 | Vriendschappelijk    | Italië – Oostenrijk | 2 – 4   |
| 13 | Milaan       | 3 juni 1934      | WK 1934              | Italië – Oostenrijk | 1 – 0   |
| 14 | Wenen        | 24 maart 1935    | Vriendschappelijk    | Oostenrijk – Italië | 0 – 2   |
| 15 | Rome         | 17 mei 1936      | Vriendschappelijk    | Italië – Oostenrijk | 2 – 2   |
| 16 | Milaan       | 1 december 1946  | Vriendschappelijk    | Italië – Oostenrijk | 3 – 2   |
| 17 | Wenen        | 9 november 1947  | Vriendschappelijk    | Oostenrijk – Italië | 5 – 1   |
| 18 | Florence     | 22 mei 1949      | Vriendschappelijk    | Italië – Oostenrijk | 3 – 1   |
| 19 | Wenen        | 2 april 1950     | Vriendschappelijk    | Oostenrijk – Italië | 1 – 0   |
| 20 | Genua        | 9 december 1956  | Vriendschappelijk    | Italië – Oostenrijk | 2 – 1   |
| 21 | Wenen        | 23 maart 1958    | Vriendschappelijk    | Oostenrijk – Italië | 3 – 2   |
| 22 | Napels       | 10 december 1960 | Vriendschappelijk    | Italië – Oostenrijk | 1 – 2   |
| 23 | Wenen        | 11 november 1962 | Vriendschappelijk    | Oostenrijk – Italië | 1 – 2   |
| 24 | Wenen        | 9 juni 1963      | Vriendschappelijk    | Oostenrijk – Italië | 0 – 1   |
| 25 | Turijn       | 14 december 1963 | Vriendschappelijk    | Italië – Oostenrijk | 1 – 0   |
| 26 | Milaan       | 18 juni 1966     | Vriendschappelijk    | Italië – Oostenrijk | 1 – 0   |
| 27 | Wenen        | 31 oktober 1970  | EK 1972 kwalificatie | Oostenrijk – Italië | 1 – 2   |
| 28 | Rome         | 20 november 1971 | EK 1972 kwalificatie | Italië – Oostenrijk | 2 – 2   |
| 29 | Wenen        | 8 juni 1974      | Vriendschappelijk    | Oostenrijk – Italië | 0 – 0   |
| 30 | Buenos Aires | 18 juni 1978     | WK 1978              | Oostenrijk – Italië | 0 – 1   |
| 31 | Udine        | 26 maart 1986    | Vriendschappelijk    | Italië – Oostenrijk | 2 – 1   |
| 32 | Wenen        | 25 maart 1989    | Vriendschappelijk    | Oostenrijk – Italië | 0 – 1   |
| 33 | Rome         | 9 juni 1990      | WK 1990              | Italië – Oostenrijk | 1 – 0   |
| 34 | Saint-Denis  | 23 juni 1998     | WK 1998              | Oostenrijk – Italië | 1 – 2   |
| 35 | Nice         | 20 augustus 2008 | Vriendschappelijk    | Oostenrijk – Italië | 2 – 2   |
| 36 | Londen       | 26 juni 2021     | EK 2020              | Italië – Oostenrijk | 2 – 1   |
| 37 | Wenen        | 20 november 2022 | Vriendschappelijk    | Oostenrijk – Italië | 2 – 0   |

## Samenvatting
| Competitie        | Totaal gespeeld | Winst Italië | Gelijk | Winst Oostenrijk | Doelsaldo Italië – Oostenrijk |
| ----------------- | --------------- | ------------ | ------ | ---------------- | ----------------------------- |
| WK-eindronde      | 4               | 4            | 0      | 0                | 5 − 1                         |
| EK-eindronde      | 1               | 1            | 0      | 0                | 2 − 1                         |
| EK-kwalificatie   | 2               | 1            | 1      | 0                | 4 − 3                         |
| Vriendschappelijk | 30              | 11           | 7      | 12               | 37 − 48                       |
| Totaal            | 37              | 17           | 8      | 12               | 48 − 53                       |

## Details

### 33ste ontmoeting
| WK 1990 (Rome, Italië, 9 juni 1990): |              | |
| Italië | 1 – 0        | Oostenrijk |
| Salvatore Schillaci 78' | goals        | |
| Azeglio Vicini | bondscoach   | Josef Hickersberger |
| Walter Zenga Franco Baresi Giuseppe Bergomi Riccardo Ferri Fernando De Napoli Roberto Donadoni Giuseppe Giannini Carlo Ancelotti 46' Paolo Maldini Gianluca Vialli Andrea Carnevale 74' | opstellingen | Klaus Lindenberger Kurt Russ Robert Pecl Ernst Aigner Michael Streiter 61' Peter Artner 80' Manfred Linzmaier Peter Schöttel Andreas Herzog Andreas Ogris Anton Polster |
| Luigi De Agostini 46' Salvatore Schillaci 74' | wissels      | 61' Manfred Zsak 80' Alfred Hörtnagl |
| | gele kaarten | 6' Andreas Herzog |

FIGC · A-internationals · Selecties · Bondscoaches · Italiaans vrouwenelftal · Olympisch elftal · Italië U21 · Italië U20 · Italië U19 · Italië U18 · Italië U17 · Italië U16 · Vrouwen U17
1910 – 1919 ·
1920 – 1929 ·
1930 – 1939 ·
1940 – 1949 ·
1950 – 1959 ·
1960 – 1969 ·
1970 – 1979 ·
1980 – 1989 ·
1990 – 1999 ·
2000 – 2009 ·
2010 – 2019 ·
2020 − 2029
EK's: 1968 · 
1980 · 
1988 · 
1996 · 
2000 · 
2004 · 
2008 · 
2012 · 
2016 ·
2020 ·
2024
WK's: 1934 · 
1938 · 
1950 · 
1954 · 
1962 · 
1966 · 
1970 · 
1974 · 
1978 · 
1982 · 
1986 · 
1990 · 
1994 · 
1998 · 
2002 · 
2006 · 
2010 · 
2014
OS: 1912 · 
1920 · 
1924 · 
1928 · 
1936 · 
1948 · 
1952 · 
1960 · 
1984 · 
1988 · 
1992 · 
1996 · 
2000 · 
2004 · 
2008
1911 · 
1912 · 
1913 · 
1914 · 
1915 · 
1916 · 1917 · 1918 · 1919 · 
1920 · 
1921 · 
1922 · 
1923 · 
1924 · 
1925 · 
1926 · 
1927 · 
1928 · 
1929 · 
1930 · 
1931 · 
1932 · 
1933 · 
1934 · 
1935 · 
1936 · 
1937 · 
1938 · 
1939 · 
1940 · 
1941 · 
1942 · 
1943 · 1944 · 
1945 · 
1946 · 
1947 · 
1948 · 
1949 · 
1950 · 
1952 · 
1952 · 
1953 · 
1954 · 
1955 · 
1956 · 
1957 · 
1958 · 
1959 · 
1960 · 
1961 · 
1962 · 
1963 · 
1964 · 
1965 · 
1966 · 
1967 · 
1968 · 
1969 · 
1970 · 
1971 · 
1972 · 
1973 · 
1974 · 
1975 · 
1976 · 
1977 · 
1978 · 
1979 · 
1980 · 
1981 · 
1982 · 
1983 · 
1984 · 
1985 · 
1986 · 
1987 · 
1988 · 
1989 · 
1990 ·
1991 · 
1992 · 
1993 · 
1994 · 
1995 · 
1996 · 
1997 · 
1998 · 
1999 · 
2000 · 
2001 · 
2002 · 
2003 · 
2004 · 
2005 · 
2006 · 
2007 · 
2008 · 
2009 · 
2010 · 
2011 · 
2012 · 
2013 · 
2014 · 
2015 · 
2016 · 
2017 ·
2018 ·
2019 ·
2020 ·
2021 ·
2022 ·
2023 ·
2024
Albanië ·
Algerije ·
Argentinië ·
Armenië ·
Australië ·
Azerbeidzjan ·
België ·
Bosnië en Herzegovina ·
Brazilië ·
Bulgarije ·
Canada ·
Chili ·
China ·
Costa Rica ·
Cyprus ·
DDR ·
Denemarken ·
Duitsland ·
Ecuador ·
Egypte ·
Engeland ·
Estland ·
Faeröer ·
Finland ·
Frankrijk ·
Georgië ·
Ghana ·
Griekenland ·
Haïti ·
Hongarije ·
Ierland ·
IJsland ·
Israël ·
Ivoorkust ·
Japan ·
Joegoslavië ·
Kameroen ·
Kroatië ·
Liechtenstein · 
Litouwen ·
Luxemburg ·
Malta ·
Marokko ·
Mexico ·
Moldavië ·
Montenegro ·
Nederland ·
Nieuw-Zeeland ·
Nigeria ·
Noord-Ierland ·
Noord-Korea ·
Noord-Macedonië ·
Noorwegen ·
Oekraïne ·
Oostenrijk ·
Paraguay ·
Peru ·
Polen ·
Portugal ·
Roemenië ·
Rusland ·
San Marino ·
Saoedi-Arabië ·
Schotland ·
Servië ·
Servië en Montenegro ·
Slovenië ·
Slowakije ·
Sovjet-Unie ·
Spanje ·
Tsjechië ·
Tsjecho-Slowakije ·
Tunesië ·
Turkije ·
Uruguay ·
Venezuela ·
Verenigde Staten ·
Wales ·
Wit-Rusland ·
Zuid-Afrika ·
Zuid-Korea ·
Zweden ·
Zwitserland
Argentinië (1982) · 
Australië (2006) · 
België (2016) · 
België (2021) · 
Brazilië (1970) · 
Brazilië (1982) · 
Brazilië (1994) · 
Costa Rica (2014) · 
Duitsland (2006) · 
Duitsland (2012) · 
Engeland (2012) ·
Engeland (2014) ·
Engeland (2021) ·
Frankrijk (2000) · 
Frankrijk (2006) · 
Frankrijk (2008) · 
Ghana (2006) · 
Hongarije (1938) · 
Ierland (2012) · 
Joegoslavië (1968) · 
Kameroen (1982) · 
Kroatië (2012) · 
Nederland (2008) · 
Nieuw-Zeeland (2010) · 
Oekraïne (2006) · 
Oostenrijk (2021) · 
Paraguay (2010) · 
Peru (1982) · 
Polen (1982, 1) · 
Polen (1982, 2) · 
Roemenië (2008) · 
Spanje (2008) ·
Spanje (2012, 1) ·
Spanje (2012, 2) ·
Spanje (2016) ·
Spanje (2021) ·
Tsjechië (2006) · 
Turkije (2021) · 
Uruguay (2014) · 
Verenigde Staten (2006) · 
Wales (2021) · 
West-Duitsland (1982) · 
Zweden (2016) · 
Zwitserland (2021)
ÖFB · A-internationals · Selecties · Bondscoaches · Oostenrijks vrouwenelftal · Olympisch elftal · Oostenrijk U21 · Oostenrijk U20 · Oostenrijk U19 · Oostenrijk U18 · Oostenrijk U17 · Oostenrijk U16 · Vrouwen U17
1902 – 1919 ·
1920 – 1929 ·
1930 – 1939 ·
1940 – 1949 ·
1950 – 1959 ·
1960 – 1969 ·
1970 – 1979 ·
1980 – 1989 ·
1990 – 1999 ·
2000 – 2009 ·
2010 – 2019 ·
2020 – 2029
EK's: 2008 · 
2016 · 
2020 · 
2024
WK's: 1934 · 
1954 · 
1958 · 
1978 · 
1982 · 
1990 · 
1998
OS: 1912 ·
1936 ·
1948 ·
1952
1902 · 
1903 · 
1904 · 
1905 · 
1906 · 
1907 · 
1908 · 
1909 · 
1910 · 
1911 · 
1912 · 
1913 · 
1914 · 
1915 · 
1916 · 
1917 · 
1918 · 
1919 · 
1920 · 
1921 · 
1922 · 
1923 · 
1924 · 
1925 · 
1926 · 
1927 · 
1928 · 
1929 · 
1930 · 
1931 · 
1932 · 
1933 · 
1934 · 
1935 · 
1936 · 
1937 · 
1938 · 1939 · 1940 · 1941 · 1942 · 1943 · 1944 · 1945 · 
1946 · 
1947 · 
1948 · 
1949 · 
1950 · 
1952 · 
1952 · 
1953 · 
1954 · 
1955 · 
1956 · 
1957 · 
1958 · 
1959 · 
1960 · 
1961 · 
1962 · 
1963 · 
1964 · 
1965 · 
1966 · 
1967 · 
1968 · 
1969 · 
1970 · 
1971 · 
1972 · 
1973 · 
1974 · 
1975 · 
1976 · 
1977 · 
1978 · 
1979 · 
1980 · 
1981 · 
1982 · 
1983 · 
1984 · 
1985 · 
1986 · 
1987 · 
1988 · 
1989 · 
1990 ·
1991 · 
1992 · 
1993 · 
1994 · 
1995 · 
1996 · 
1997 · 
1998 · 
1999 · 
2000 · 
2001 · 
2002 · 
2003 · 
2004 · 
2005 · 
2006 · 
2007 · 
2008 · 
2009 · 
2010 · 
2011 · 
2012 · 
2013 · 
2014 · 
2015 · 
2016 · 
2017 · 
2018 · 
2019 · 
2020 · 
2021 ·
2022
Albanië ·
Algerije ·
Andorra ·
Argentinië ·
Azerbeidzjan ·
België ·
Bosnië en Herzegovina ·
Brazilië ·
Bulgarije ·
Canada ·
Chili ·
Costa Rica ·
Cyprus ·
Denemarken ·
DDR ·
Duitsland ·
Egypte ·
Engeland ·
Estland ·
Faeröer ·
Finland ·
Frankrijk ·
Georgië ·
Ghana ·
Griekenland ·
Hongarije ·
Ierland ·
IJsland ·
Iran ·
Israël ·
Italië ·
Ivoorkust ·
Japan ·
Joegoslavië ·
Kameroen ·
Kazachstan ·
Kroatië ·
Letland ·
Liechtenstein ·
Litouwen ·
Luxemburg ·
Malta ·
Moldavië ·
Montenegro ·
Nederland ·
Nigeria ·
Noord-Ierland ·
Noord-Macedonië ·
Noorwegen ·
Oekraïne ·
Paraguay ·
Peru ·
Polen ·
Portugal ·
Roemenië ·
Rusland ·
San Marino ·
Schotland ·
Servië ·
Slovenië ·
Slowakije ·
Sovjet-Unie ·
Spanje ·
Trinidad en Tobago ·
Tsjechië ·
Tsjecho-Slowakije ·
Tunesië ·
Turkije ·
Uruguay ·
Venezuela ·
Verenigde Staten ·
Wales ·
Wit-Rusland ·
Zweden ·
Zwitserland
Algerije (1982) · 
Chili (1982) · 
Duitsland (2008) · 
Frankrijk (1982) · 
Hongarije (2016) · 
Italië (2021) · 
Kroatië (2008) · 
Nederland (2021) · 
Noord-Ierland (1982) · 
Noord-Macedonië (2021) · 
Oekraïne (2021) · 
Polen (2008) ·  
Portugal (2016) · 
West-Duitsland (1982)